# Fomori
Fomoraig, Fomóiri oder „Fomorii“ (auch „Formorii“, „Formoren“, „Formorier“, „Formianer“) bezeichnet ein sagenhaftes Volk von missgestalteter und gewalttätiger Wesensart aus der irischen Mythologie. Ihnen entsprechen die britannischen „Coranians“ oder Riesen („Cawr“). In Schottland sind sie als „Foawr“ bekannt.
Sie erscheinen als dämonische Riesen mit nur einem Arm und einem Bein und einige Angehörige ihres Volkes haben Tierköpfe (Ziegen-, Hirsch- oder Stier-), sind gehörnt oder reptilienartig. Sie wurden in der mittelalterlichen Sage Irlands auch als „Seeräuber aus Afrika“ gedeutet. Sie kommen nach Irland, um zwei sagenhafte irische Völker herauszufordern: die Firbolg und die Tuatha de Danann. Die Tuatha de Danann entrissen den Firbolg bei der ersten Schlacht von Magh Tuireadh die Herrschaft über Irland und mussten dann bei der zweiten Schlacht von Magh Tuireadh die Fomorii schlagen, um die Eroberung zu sichern. 
Später, zur Zeit der Wikingerinvasionen, wurden die Wikinger manchmal mit den Formoren gleichgesetzt.

## Die Sage
Die Fomoraig sollen nach der Sintflut unter ihrem König Cichol Gri-cenchos („Der Fußlose“) nach Irland gekommen sein und sich dort von Fisch ernährt haben. Später kämpfen sie gegen eindringende andere Stämme, wie das Volk Partholons und die Nemedier.
Das Volk Partholons kann die Formoraig besiegen, stirbt jedoch infolge einer Seuche aus, die zur Strafe für den Elternmord Partholons über sie kam. Nach ihnen erreichen die Nemedier Irland, wo wieder die Formoren herrschen und die Neuankömmlinge unterdrücken. 
Sie verlangen als Tribut zwei Drittel aller Milch und aller neugeborenen Kinder. Es kommt zu einem Aufstand, bei dem der Nemedier-Häuptling Fergus die Festung des Formoren-Königs Conaan auf Tory Island erstürmt. Doch dessen Bruder Morc erscheint mit neuen Schiffen, und die Nemedier erleiden eine schreckliche Niederlage. Nur wenige entkommen.
Zu den Überlebenden zählen der Häuptling Britan der Kahle, der Ahnherr der Britannier wird, die Firbolg, die in Griechenland ein Dasein als Sklaven fristen müssen, sowie die Tuatha de Danaan, die in den Norden der Welt gelangen und dort in vier Städten Weisheit und Magie erlernen. Als es den Firbolg gelingt, aus ihrer Gefangenschaft zu fliehen, kehren sie nach Irland zurück, wo sie mit den Formoriern Frieden schließen.
Später kehren die Tuatha de Danaan nach Irland zurück und entringen den Firbolgs die Oberhoheit. Als ihr König Bress, der halb Tuatha de Danaan und halb Formore ist, vertrieben wird, erklären die Formoren den Tuatha de Danaan, die sich weigern, Tribut zu zahlen, den Krieg. Unter der Führung von Lugh, dem Sohn Cians aus Danas Volk und Ethnius, der Tochter des Formorenkönigs Balor, besiegen die Tuatha de Danaan die Formorier und verbannen sie auf immer aus Irland.
In späteren Legenden tauchen immer wieder jedoch vereinzelte Dämonen aus dem Volk der Formorier auf.

## Die Herkunft der Formoren
Es gab unterschiedliche Erklärungsversuche zum Mythos der Formorier. So wurden sie beispielsweise als die historischen vorkeltischen Bewohner Irlands gedeutet. Zumeist jedoch werden sie als irisch-keltische Naturdämonen angesehen. Sie galten als Nachfahren des Meeres und der Erde, und vielleicht als Repräsentanten der Dunkelheit, der Zerstörung und des Chaos, worin sie mit den griechischen Giganten oder den nordischen Thursen vergleichbar wären.
Die Tuatha de Danaan stammten ursprünglich von ihnen ab.

## Der Name der Fomoraig
Zumeist wird Fomoraig als „Fo-muir“ d. h. „unterhalb des Meeres“ gedeutet. Die Formoren wären also Dämonen des Meeres oder der Meerestiefe. Eine andere Deutung des Elementes "mor-" wäre jedoch auch als "Alptraum" oder "Gespenst, Dämon" möglich.
Verwandt mit dem irischen Fomuir ist vielleicht das bretonische Wort "Voivre" ("Lindwurm, Drache").

## Berühmte Angehörige des Volkes der Formorier
| Name               | Beschreibung |
| ------------------ | --- |
| Balor              | Sohn des Buareinech und einer der Könige der Formorier. Vater der Ethniu und Großvater des Lugh. Besaß nur ein einziges, aber dafür tödliches Auge. |
| Bress              | Sohn des Elatha und der Eriu. Wurde von den Tuatha de Danaan zum König gewählt, aber aufgrund seiner Tyrannei verstoßen. Nach seiner Niederlage musste er das Geheimnis der fruchtbaren Ernten an die Tuatha de Danaan verraten. Er galt auch als Sohn Balors.                                                       |
| Buareinech         | Auch Dot genannt. Er war Sohn Neits und der Vater Balors. Er beauftragte, den giftigen Trank zu brauen, durch den sein Sohn das Augenlicht verlor. |
| Cethlionn          | Die Gattin des Balor. Sie prophezeite, dass ihr Gemahl durch die Hand seines Enkels sterben werde. |
| Cichol Gri-cenchos | Trug den Beinamen „der Fußlose“. Er war der erste König der Formoren, der Irland in Besitz nahm. |
| Domnu              | Gottheit der Firbolg aus der Ahnenreihe der Formorier. |
| Delbaeth           | Der Name wird als „unvollendete Form“ gedeutet. Er war Sohn des Neit und Vater des Elatha sowie der Eriu. |
| Elatha             | Sohn des Delbaeth und Vater sowohl des Bress als auch des Dagda und Ogmas. |
| Ethniu             | Die Tochter des Balor. Wurde von ihrem Vater in seinem Turm auf Tory Island gefangen gehalten, um die Erfüllung von Cethlenns Prophezeiung zu verhindern. Cian konnte jedoch verkleidet in den Turm eindringen und sie verführen.                                                                                    |
| Goll mac Duilb     | Goll war der Vater des Cicholl. In der irischen Sage gibt es mehrere Figuren dieses Namens. Es ist unklar, ob sie verwandt sind, ursprünglich auf eine einzige Figur zurückgehen oder die Namensgleichungen Zufall sind.                                                                                             |
| Indech             | Sohn Dea Domnanns und Vater Octriuils. Er führte die Formoren gemeinsam mit Balor in die Schlacht. |
| Neit               | Sohn des Indui und Vater des Delbaeth sowie des Buareinech und des Easar Breac. Er wird auch in mittelalterlichen Quellen als der „Kriegsgott der Iren“ beschrieben. Als seine Gattin galt Nemainn. |
| Octriallach        | Er war der Sohn Indechs und ein großer Recke und Vorkämpfer der Formorier. Es gelang ihm, den Heilbrunnen der Tuatha de Danaan zu zerstören. |
| Ruadan             | Sohn des Bress und der Brigid, wird beim Versuch, Goibniu zu töten, von diesem mt dem Speer durchbohrt |
| Tethra             | Er galt als der Vater der Formorier und König von Mag Mell. Die Fische des Meeres wurden seine Herden genannt, und er besaß das singende Schwert Orna. Da sein Name "Meer" bedeutet und er ebenso wie Manannan mac Lir als Herrscher von Mag Mell galt, wird gelegentlich angenommen, dass er mit Lir identisch war. |